# 全缘冬青
全缘冬青（学名：Ilex integra）为冬青科冬青属的植物。分布于日本的本州、四国、九州与朝鲜、台湾岛以及中国大陆的浙江等中南部地区，生长于海拔1,320米至2,150米的地区，见于海滨山地，目前已由人工引种栽培，常种植於公园、庭院中。雌雄異株，花期春季，花瓣淡黄色，晩秋果实成熟，为深红色。

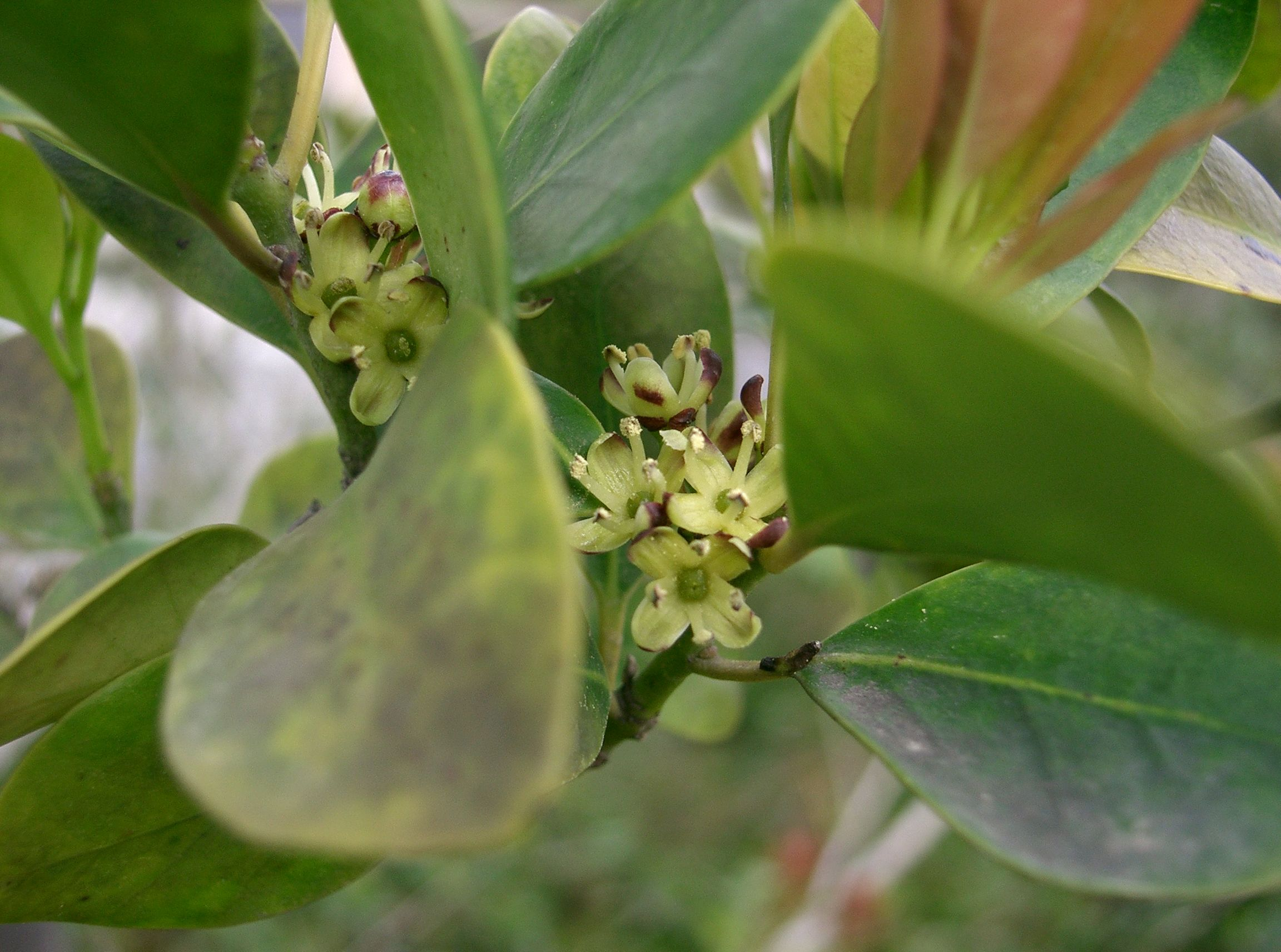
雄花